# Os Anjos do Pecado
Os Anjos do Pecado (em francês:  Les anges du péché) é um filme francês em preto e branco de 1943, do gênero drama, dirigido por Robert Bresson.

## Sinopse
Jovem mulher exaltada entra para um convento dominicano e tenta imediatamente converter almas, mesmo na prisão de mulheres. Uma ex-presa procura, de facto, refugio no convento, mas a sua resistência à jovem freira motiva a expulsão desta.
Finalmente, ela acaba por se converter e a freira é de novo aceite na Ordem.

## Elenco
- Renée Faure .... Anne-Marie Lamaury
- Jany Holt .... Thérèse
- Mila Parély .... Madeleine
- Sylvie .... a priora
- Marie-Hélène Dasté .... irmã Saint-Jean
- Paula Dehelly .... irmã Dominique
- Silvia Monfort .... Agnes
- Louis Seigner .... diretor da prisão